# Jeanne de Tarente
Pour les articles homonymes, voir Jeanne de Naples.
Jeanne de Tarente (1297 - mars 1323) est reine d'Arménie par son mariage avec le roi Oshin d'Arménie. Fille de Philippe Ier de Tarente, elle est membre de la maison capétienne d'Anjou-Sicile.

## Biographie

### Famille
Jeanne est la fille de Philippe Ier de Tarente et de sa première épouse Thamar Ange Comnène . Elle a un frère aîné, Charles, un frère cadet, Philippe, despote de Romanie, et trois sœurs cadettes, Marie, abbesse de Conversano, Béatrice, comtesse de Brienne, et Blanche, comtesse d'Empúries.
Ses parents n'entretiennent pas de bonnes relations. En effet, Philippe soupçonne Thamar d'avoir agi dans l'intérêt de sa famille au détriment du sien pendant le conflit de deux ans qui a fait rage entre la maison capétienne d'Anjou-Sicile et le despotat d'Épire, malgré le fait qu'elle ait mis en gage ses bijoux pour l'aider à financer l'effort de guerre. Méfiant, Philippe décide de divorcer et en 1309, il accuse Thamar d'avoir commis l'adultère. Elle est forcée d'avouer qu'elle a eu des relations avec au moins quarante des seigneurs de la cour, et qu'elle a noué une liaison avec Bartolomeo Siginulfo, le grand chambellan de Tarente. Thamar devient une paria, ne revoyant probablement plus jamais ses enfants. Elle est soit détenue par Philippe, soit devenue religieuse, et meurt peu de temps après 1311.
En juillet 1313, son père épouse Catherine de Valois-Courtenay, avec qui il a quatre autres enfants : Robert de Tarente, Louis de Tarente, roi consort de Naples, Marguerite de Tarente, duchesse d'Andria, et Philippe II de Tarente.

### Mariages
En février 1316, Jeanne devient la troisième épouse du roi Oshin d'Arménie , qui a déjà un fils, Léon, issu de son premier mariage. À l'occasion de ce mariage, elle adopte le nom d'Eirene. Le couple a un fils, George, né en 1317 et décédé après 1323.
À sa mort, possiblement dû à un empoisonnement, le 20 juillet 1320, Oshin est remplacé par son fils Léon V, alors mineur.
Peu de temps après la mort d'Oshin, son cousin Oshin de Korikos devient régent. Il souhaite assurer son statut et celui de sa famille en Arménie, et force donc Jeanne à l'épouser. Ils ont une fille, Marie, née en 1321 et future reine consort d'Arménie. De plus, Oshin marie sa fille Alice avec Léon V. Oshin est également probablement responsable de la mort de la tante du nouveau roi, Isabelle, et de deux de ses fils, afin d'éliminer les prétendants rivaux.
Jeanne meurt en mars 1323.
Six ans après la mort de Jeanne, Léon atteint la majorité, et se venge du régent. Oshin, son frère Constantin et sa fille Alice sont alors tous assassinés sur ordre du roi.